# Луганский государственный университет внутренних дел
Луганский государственный университет внутренних дел имени Эдуарда Алексеевича Дидоренко (укр. Луганський державний університет внутрішніх справ імені Едуарда Дідоренка) — высшее учебное заведение  Украины ІV-го уровня аккредитации.
В 2014 году в связи с вооружённым конфликтом на востоке Украины университет был официально эвакуирован в г. Северодонецк Луганской области. Однако часть студентов и преподавателей университета остались в Луганске, где продолжают учёбу и работу в Луганской академии внутренних дел имени Э. А. Дидоренко.

## История
Луганский государственный университет внутренних дел имени Э. А. Дидоренко — одно из самых молодых высших учебных заведений Украины ІV-го уровня аккредитации. За годы своего существования учебное заведение прошло путь от училища милиции в 1993 году до института 1994 года, академии в 2002 году, университета в 2005 год.
ЛГУВД им. Э. А. Дидоренко сегодня — это современный образовательный комплекс, который включает в себя все элементы ступенчатого и последипломного образования. В университете осуществляется подготовка высококвалифицированных специалистов для системы УМВД, юристов гражданского профиля по специальностям «Правоведение», «Правоохранительная деятельность» и научных кадров в рамках адъюнктуры по трем научным специальностям.
Дипломы университета успешно прошли нострификацию в Германии, Израиле, России и других странах. В 2009 году в университете был создан специализированный ученый совет, которому предоставлено право принимать к защите диссертации по специальности 12.00.01 «Теория и история государства и права; история политических и правовых учений».
Согласно распоряжению МВД ЛГУВД им. Э. А. Дидоренко являлся базовым учебным заведением по подготовке специалистов уголовного розыска и оперативно-розыскной деятельности.

### Эмблема
На эмблеме DURA LEX SED LEX — лат. (дура лэкс, сэд лэкс) Закон суров, но это закон.

## Факультеты
В вузе осуществляется подготовка высококвалифицированных специалистов для системы УМВД, юристов гражданского профиля по специальностям «Правоведение», «Правоохранительная деятельность» и научных кадров в рамках аспирантуры по трем научным специальностям. Функционируют факультеты: криминальной милиции, подготовки специалистов для подразделений следствия, экономической и общественной безопасности, а также учебно-научный институт права.
- Факультет подготовки специалистов для подразделений криминальной милиции готовит специалистов для подразделений уголовного розыска, борьбы с организованной преступностью и незаконным оборотом наркотиков.
- Факультет подготовки специалистов для подразделений следствия готовит юристов для следственно-криминалистических подразделений;
- Факультет подготовки специалистов для подразделений общественной безопасности готовит специалистов для подразделений общественной безопасности, миграционной службы, участковых.
- Институт заочного и дистанционного обучения сотрудников органов внутренних дел готовит специалистов юристов для всех правоохранительных органов.
- Учебно-научный институт подготовки специалистов из числа гражданских лиц осуществляет подготовку специалистов в отрасли юриспруденции для органов прокуратуры, судебной власти и юстиции, налоговой администрации и милиции, органов внутренних дел, нотариата, местного самоуправления и других.

## Материально-техническая база
Общая площадь учебно-лабораторных помещений ВУЗа составляет 21251 кв.м. В учебно-воспитательном процессе используются 195 учебных помещений, в том числе 13 лекционных залов, 10 лабораторий, 25 аудиторий, оснащенных аудио-, видеотехникой, среди которых — 7 компьютерных классов, общая библиотека с 2 читальными и компьютерными залами, спецбиблиотека (фонды учебной и научной литературы библиотек составляют более 200 тысяч экземпляров), 5 тиров, спортивно-оздоровительный комплекс с 25-метровым крытым бассейном, открытый бассейн, 5 спортивных залов, стадион, 9 открытых спортивных площадок, 3 полосы препятствий.
Кроме того, учебно-жилой комплекс включает в себя современно оборудованную столовую на 1000 мест, 3 общежития на 1650 мест, медицинскую часть с физиотерапевтическим, ЛОР и стоматологическим кабинетами и изолятором, оснащенными необходимым оборудованием.
Все кафедры, отделы, жилые комнаты курсантов подключены к Internet с бесплатным её использованием.
На территории собственного загородного учебно-тренировочного центра, общей площадью 12 га, в имитированных типичных и неординарных ситуациях на базе самолета АН-26, железнодорожного вагона — купе с элементами перрона закрепляются специальные навыки освобождения заложников, борьбы с террористами, отрабатывается методика поиска и изъятия наркотических средств.

## Творческие коллективы
Кроме научно-педагогической деятельности, в ЛГУВД им. Э. А. Дидоренко значительное внимание уделяют развитию спорта и организации досуга курсантов и студентов. Среди преподавателей и воспитанников университета 120-ти кратный чемпион мира по гиревому спорту Роман Михальчук и бронзовый призёр по боксу ХХІХ летних Олимпийских игр в Пекине Вячеслав Глазков, лауреат Международного фестиваля-конкурса хорового и вокального искусства имени Ф. Шаляпина дуэт «2-S», вице-чемпион Открытой Киевской лиги КВН и участник фестиваля КВН в Сочи команда «Другой мир», победители различных международных фестивалей и конкурсов народный вокальный ансамбль «Лугари», победетили международных фестивалей и конкурсов вокальный квартет «КПП» в составе солистов Центра досуга университета (Эльдар Кабиров,Елена Курта, Максим Сафронов, Ася Коренева) и народный танцевальный ансамбль «Гротеск».

## Награды
- 2000 — «Хрустальный меч» и «Серебряный меч в петлицу»
- 2003 — «Хрустальный рог достатка» по итогам Международного открытого Рейтинга популярности и качества «Золотая Фортуна»
- 2004—2005 — лауреат Рейтинга среди ВУЗов Украины «София Киевская»
- 2004 — орден Международной Кадровой Академии «За развитие науки и образования»
- 2005 — «Орден Почета» Международной Кадровой Академии
- 2008 — победитель Всеукраинского проекта «Национальные лидеры Украины» в номинации «Образование»
- 2010 — лауреат Всеукраинского проекта «Флагманы образования и науки Украины»

## Ректорат
1. ректор Эдуард Алексеевич Дидоренко (1993—2007)
2. ректор Виталий Марьянович Комарницкий доктор юридических наук, профессор, полковник милиции[4] ректор с 2007 по сегодняшний день

### Известные выпускники
- Данилов, Алексей Мячеславович
- Струк, Владимир Алексеевич

## Почётные доктора
- Леонид Кучма — Президент Украины (1994—2005).
- Анатолий Кинах — Премьер-министр Украины (29.05.2001 — 16.11.2002, 16.11.2002 — 21.11.2002).
- Хельмут Кури — ведущий криминолог Европы, доктор психологии, профессор Фрайбургского университета им. Альберта Людвига (Германия), ведущий сотрудник общества имени Макса Планка.
- Виктор Тихонов — председатель Луганского областного совета (04.1998 — 04.2006).
- Александр Ефремов — председатель Луганской областной государственной администрации (04.1998- 01.2005).
- Иоанникий , Митрополит Луганский и Алчевский.